# The Border Legion (film 1930)
The Border Legion è un film del 1930 diretto da Otto Brower e Edwin H. Knopf.  Tratto da un romanzo del 1916 di Zane Grey e remake di due altre versioni mute, il western fu prodotto e distribuito dalla Paramount Pictures (con il nome Paramount Publix Corporation), uscendo nelle sale il 28 giugno 1930.

## Differenti versioni
Il romanzo The Border Legion fu portato diverse volte sullo schermo:
- 1918 The Border Legion di T. Hayes Hunter (Goldwyn) con Blanche Bates, Hobart Bosworth
- 1924 The Border Legion di William K. Howard (Paramount) con Antonio Moreno
- 1930 The Border Legion di Otto Brower, Edwin H. Knopf (Paramount) con Jack Holt, Fay Wray
- 1934 The Last Round-Up di Henry Hathaway (Paramount) con Randolph Scott
- 1940 The Border Legion di Joseph Kane (Republic) con Roy Rogers